# Ehemaliges Bürogebäude des VEB Schokopack Dresden

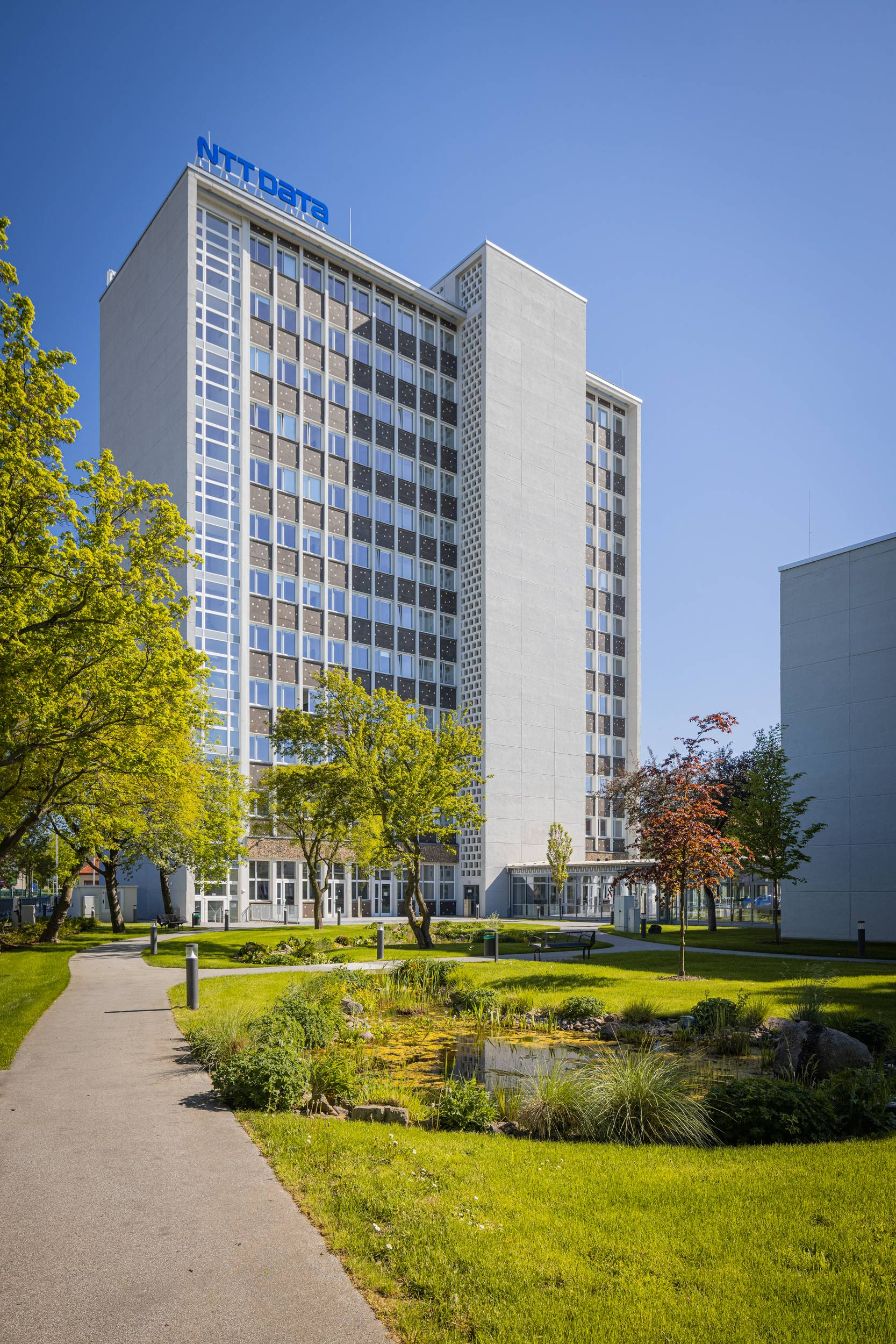
Westfassade des Hochhauses im Jahr 2023

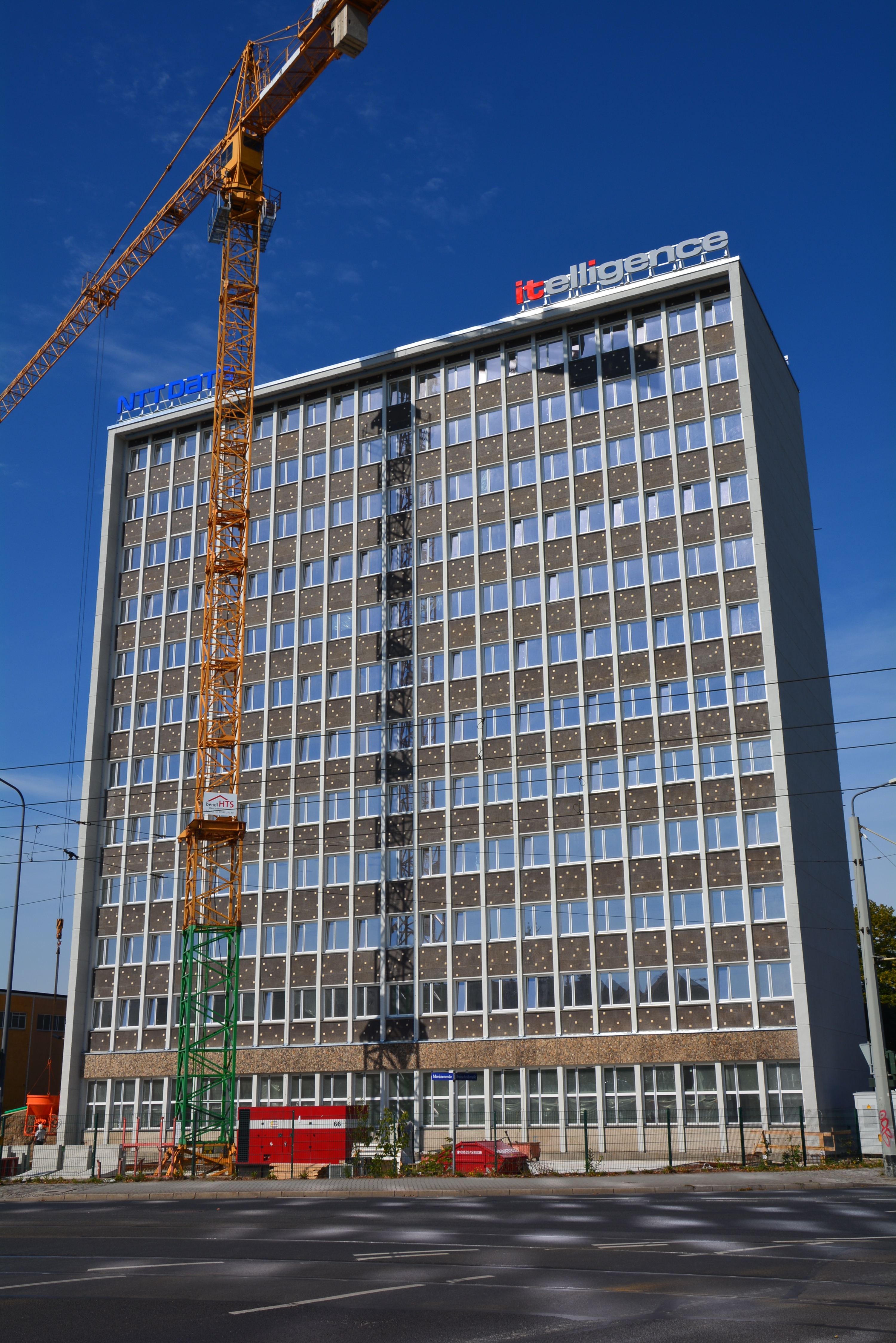
Ostfassade des Hochhauses im Jahr 2018

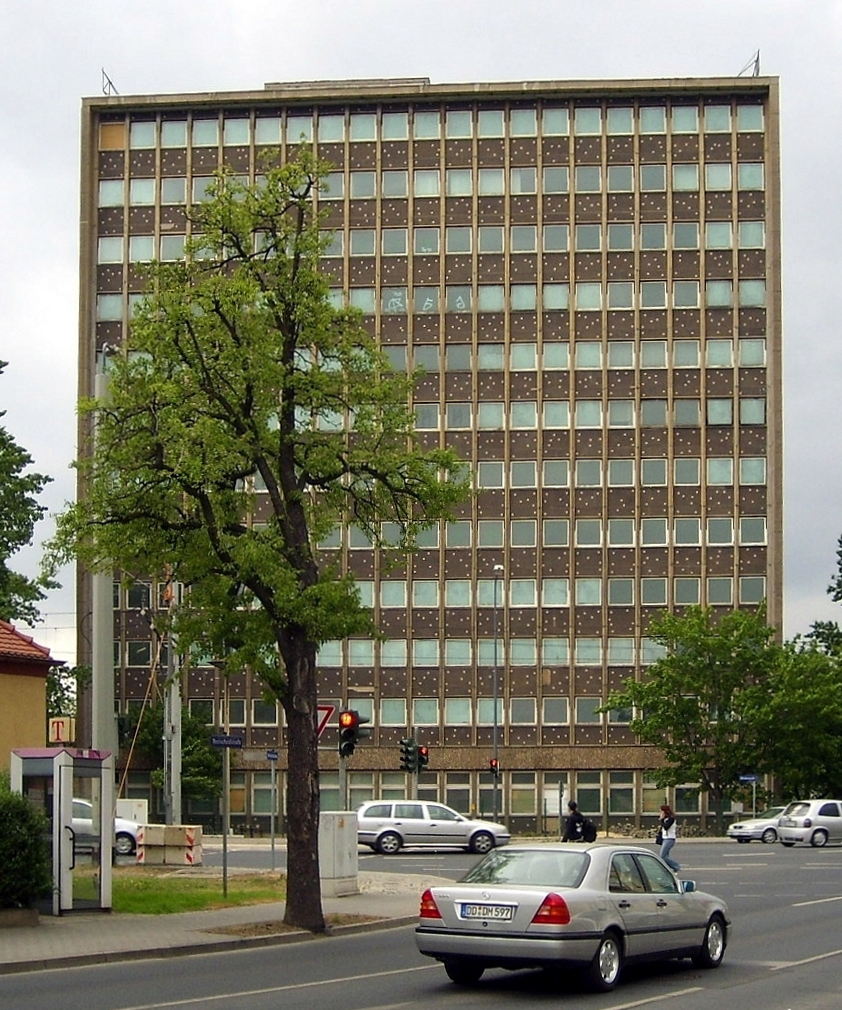
Ostfassade des Schokopack-Hochhauses im Jahr 2007

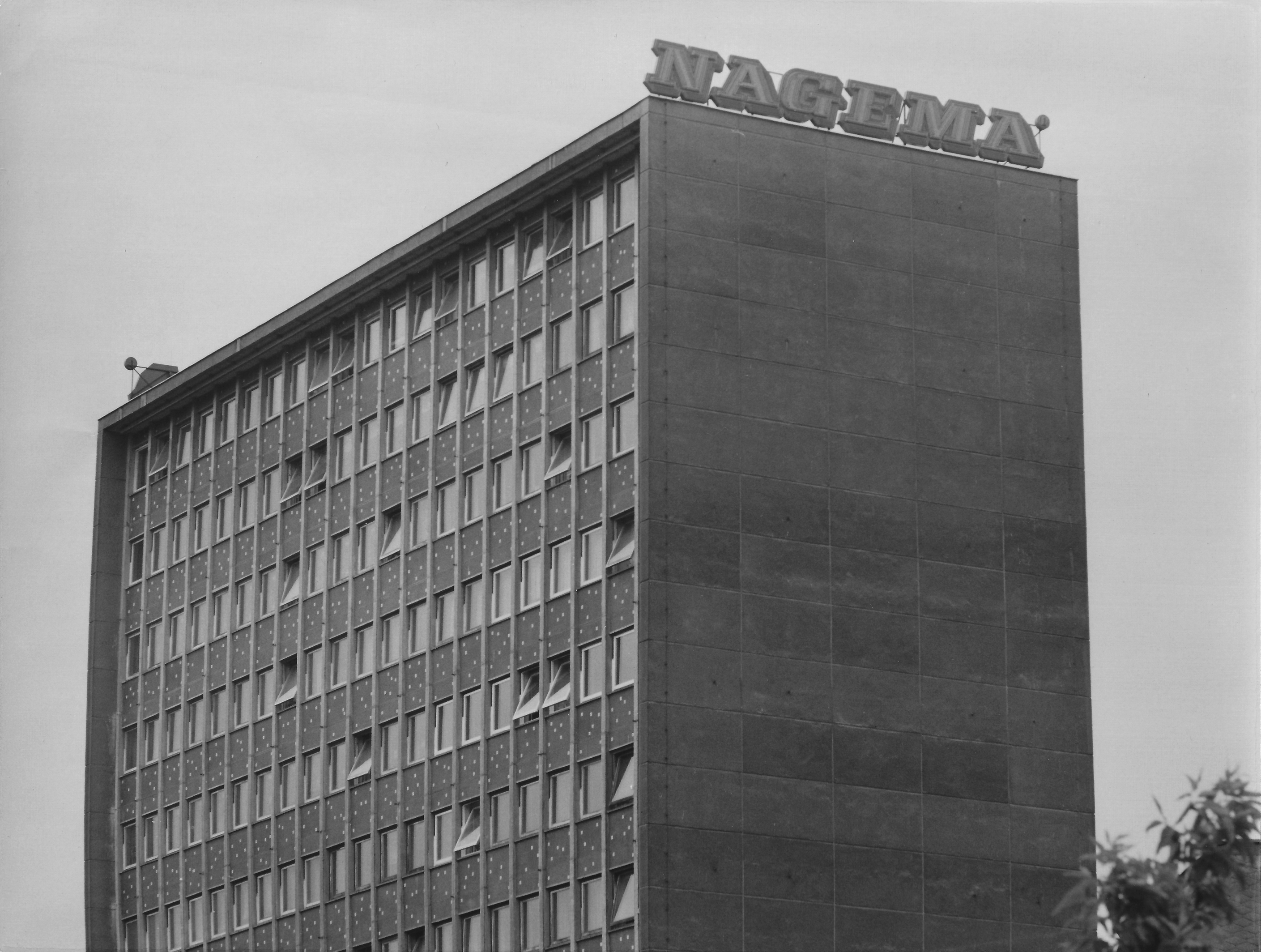
Ende der 1980er Jahre: Leuchtschrift „Nagema“

Das ehemalige Bürogebäude des VEB Schokopack Dresden wurde 1957–1963 nach Plänen des Architekten Johannes Junghans im Internationalen Stil für den VEB Schokoladen- und Verpackungsmaschinen Dresden (kurz: VEB Schokopack Dresden) auf der Breitscheidstraße 48 in Dresden-Reick erbaut. Durch Umstrukturierungen in der DDR-Wirtschaft wurde es 1972 Bürogebäude des VEB Verpackungsmaschinenbau Dresden und des VE Kombinat Nagema. Nach 1990 ungenutzt und seit 2008 unter Denkmalschutz stehend, beherbergt es nach umfangreichen Sanierungen seit 2018 ein IT-Unternehmen (NTT DATA Business Solutions) und seit 2023 zusätzlich ein Elektrolyse-Unternehmen (Sunfire). Auf Grund der Umstrukturierungen wurde es im Volksmund sowohl als „Schokopack-Hochhaus“, „VMB-Hochhaus“ oder auch als „NAGEMA-Hochhaus“ bezeichnet.

## Vorgeschichte bis 1963
Der „VEB Schokoladen- und Verpackungsmaschinen Dresden“ („VEB Schokopack“) war 1950 durch die Vereinigung von Maschinenbaufirmen des Dresdner Ballungsraums entstanden. Trotz vielfältiger Probleme entstand noch in den 1950er Jahren die Planung, die Produktionsstätten zusammenzufassen, dazu wurde ein Grundstück in Reick, nördlich der Bahnstrecke Děčín–Dresden-Neustadt ausgewählt.
Einerseits sollte hier ein Gebäude für Verwaltung, Konstruktion und Vertrieb entstehen, andererseits eine Produktionsstätte, die die kleinen und inzwischen verstaatlichten oder halbstaatlichen Produktionsstätten überflüssig machen sollte. Konzipiert wurde eine Kombination aus Bürogebäude als Hochhaus und einer modernen Produktionshalle.

### Bürogebäude (Hochhaus)
Das zwölfgeschossige Hochhaus mitsamt vierstöckigem Nebengebäude und Verbindungsbau wurde zwischen 1957 und 1963 errichtet. Das Gebäude wurde in einer Stahlbetonskelettmontage errichtet; die Fassade erhielt eine vertikale Gliederung mit Betonlamellen, wobei die Fensterbrüstungen mit Mosaiken geschmückt wurden. Es gehört zu den frühesten Bauten des Internationalen Stils in Dresden. 1963 wurde der Markenname Schokopack als Schriftzug vertikal an der Westfassade angebracht.

### Produktionsstätte
Das Hochhaus liegt unmittelbar neben der ehemaligen Produktionsstätte des VEB Schokopack. Die Werkshalle, welche in Stahlbeton-Fertigteilbauweise mit Sheddach von den Betrieben BMK Kohle und Energie und VEB Industrieprojektierung Dresden II errichtet wurde, entstand nach Plänen der Architekten Hans Rösler, Lothar Kaden, Manfred Neumann und Christiane Langer. Mitwirkende Ingenieure waren Ferdinand Ullrich, Erich Türke, Armin Schäfer, Siegfried Rischke, Günter Malz und Rainer Kloß. Die Werkshalle ist noch heute erhalten.
Die Halle diente der Endmontage von Verpackungsmaschinen für die Schokoladenproduktion. Sie wurde rechtwinklig zu einer siebenschiffigen Produktionshalle angeordnet, die nach oben mit Sheddächern abgeschlossen wurde. Die Halle war 109 Meter lang und 16 Meter breit. Die Traufhöhe betrug 12,6 Meter und das Rastermaß 7,5 Meter. 
Bemerkenswert hierbei war die besondere Fertigungsweise der Stützelemente. Da diese in einem zwei Kilometer entfernten Betonwerk vorgefertigt und von der dortigen Krananlage bedient werden mussten, galt es, den oberen einstieligen Teil der Stützelemente auf eine besondere Art und Weise aufzusetzen. Die Giebelseiten wurden als massive Scheiben gestaltet, während die Längsseite eine kittlose Verglasung erhielt.

### Aufenthaltsbereiche

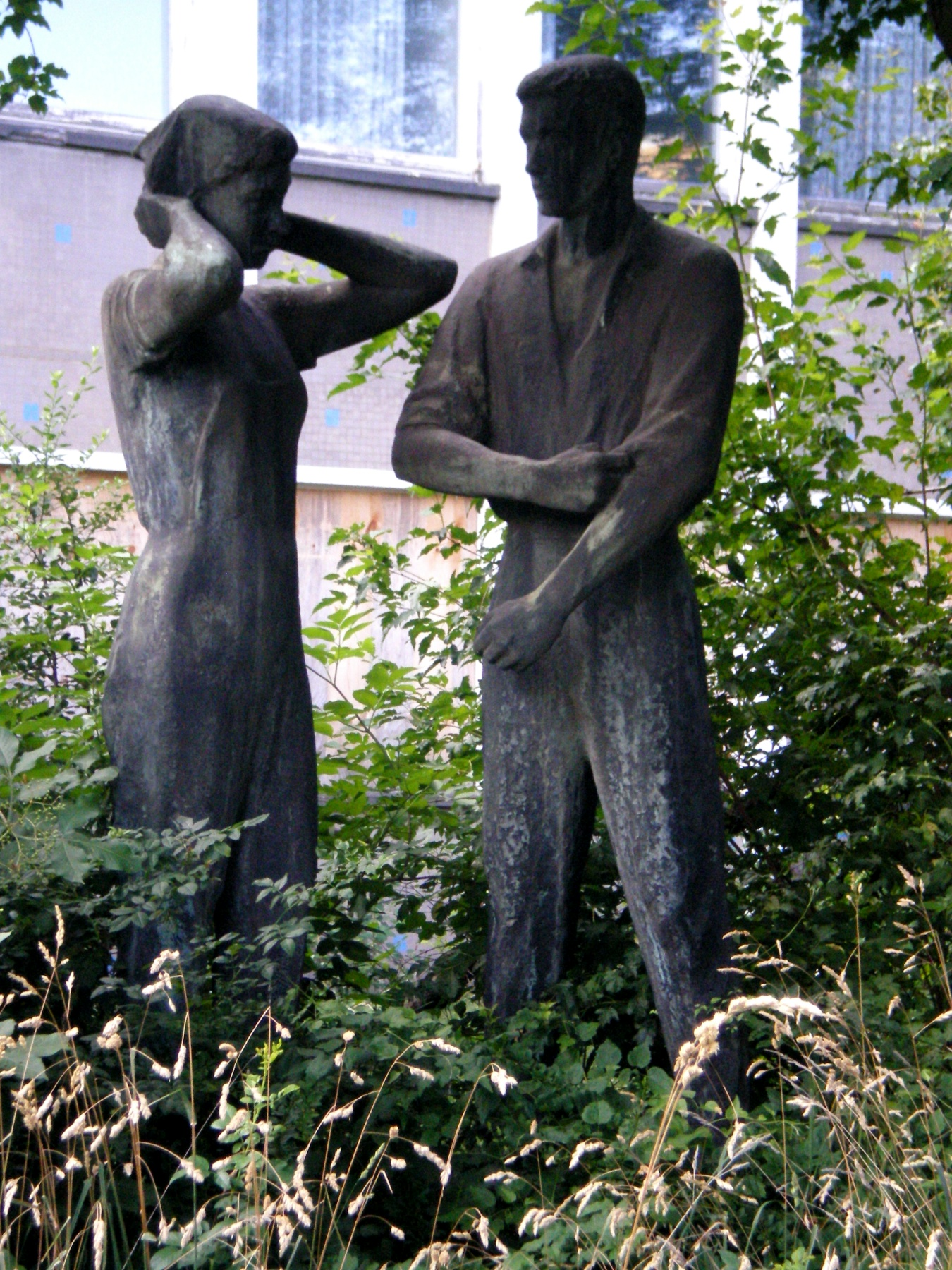
Landgraf-Plastik im Park, 2010

Nordöstlich des Gebäudekomplexes befand sich ein Aufenthaltsbereich, der 1963 mit angelegt wurde. Bis 2013 stand dort die Plastik „Junge Arbeiter“, welche 1963 von Wilhelm Landgraf geschaffen wurde; in diesem Jahr wurde sie abgebaut und eingelagert.

## Nutzungsgeschichte nach 1963
Nach der Zusammenlegung mit dem VEB Tabakuni zum VEB Verpackungsmaschinenbau Dresden, wiederum Teil des Kombinates NAGEMA (1970), wurde der Schokopack-Schriftzug auch demontiert. 
Ende der 1980er Jahre wurde der Name des Kombinats NAGEMA, dessen Leitbetrieb der VEB Verpackungsmaschinenbau war, als Überkopf-Leuchtschrift am Dach angebracht.
Nach dem Ende der DDR wurde das Kombinat NAGEMA aufgelöst. Durch Aufkauf des Nachfolgeunternehmens des VEB Verpackungsmaschinenbau Dresden wurde schließlich 1994 die Firma Theegarten-Pactec Eigentümerin des Geländes, einschließlich des Bürogebäudes. Letzteres wurde allerdings von der Firma nicht mehr benötigt und verfiel zunehmend. 
Die Meiag Sächsische Immobilien AG erwarb 2011 den Gebäudekomplex zunächst mit dem Ziel, dort eine Seniorenresidenz einzurichten. Dieser Nutzungsänderung wurde allerdings durch die Bauaufsicht nicht zugestimmt, da sich das Gebäude in einem Gewerbegebiet befindet.
Der Gebäudekomplex wurde stattdessen im Jahre 2017 an die damalige Firma Itelligence AG (heute NTT DATA Business Solutions) verkauft und umfangreich saniert. Die Sanierungsarbeiten wurden im Jahr 2018 abgeschlossen; der Markenname der Firma ziert seitdem als Leuchtschrift das Hochhaus.
Im viergeschossigen Nebengebäude befindet sich seit 2022 der Dresdner Standort der IU Internationale Hochschule. Der Aufenthaltsbereich wurde im Zuge dieser Sanierung als Park neu angelegt.
Das Hochhaus mit Nebengebäude, Verbindungsbau und Park (ehem. Aufenthaltsbereich) steht seit 2008 unter Denkmalschutz.